# Probopyrus incertus
Probopyrus incertus là một loài chân đều trong họ Bopyridae. Loài này được Bonnier miêu tả khoa học năm 1900.